# Paraphaenocladius despectus
Paraphaenocladius despectus är en tvåvingeart som först beskrevs av Jean-Jacques Kieffer 1926.  Paraphaenocladius despectus ingår i släktet Paraphaenocladius och familjen fjädermyggor.
Artens utbredningsområde är Northwest Territories, Kanada. Inga underarter finns listade i Catalogue of Life.